# Крым (порт)
Порт Крым (укр. Порт Крим) — небольшой порт в восточном Крыму на берегу Керченского пролива, расположен на северо-восточной окраине города Керчь около посёлка Жуковка. Входит в состав Керченской паромной переправы (линия порт Крым — порт Кавказ), осуществлявшей в 1954—2020 годах перевозку пассажиров, автомобилей и железнодорожных составов через Керченский пролив.
Порт находится у самого узкого места пролива, расстояние до противоположного берега менее 5 км. Акватория порта Крым окружена молами, защищающими её от волн и льда. Рядом с портом Крым находится одноимённая железнодорожная станция Крым, где выполнялись маневровые работы по формированию поездов и накатке вагонов на паромы.

## История
Порт Крым был построен вместе с Керченской паромной переправой в начале 1950-х годов.
После распада СССР переправа стала международной (паромы пересекали российско-украинскую границу), и в портах Крым и Кавказ были созданы пункты пограничного и таможенного контроля. После аннексии Крыма Россией в 2014 году пограничный и таможенный контроль был ликвидирован (остался лишь формальный автомобильный досмотр).
Зимой 2014—2015 годов в порту Крым были проведены дноуглубительные работы. Также был заменен плавучий пирс для автомобильных паромов. Проведенные работы позволили привлечь к работе на переправе паромы большей вместимости. После проведения реконструкции порта «Крым» и с началом эксплуатации паромов большой вместимости пропускная способность линии Крым — Кавказ возросла до 50 000 пассажиров и 10 000 автомобилей в сутки. На начало 2015 года объём железнодорожных перевозок составлял в среднем 140—180 вагонов в сутки, максимальное значение — 250 вагонов в сутки.
8 мая 2016 года для автомобильных паромов был открыт третий причал.
До 2018 года через порт Крым осуществлялась перевозка пассажиров по «Единому билету».
С открытием Крымского моста трафик через Керченскую паромную переправу поэтапно сокращался, полностью перейдя в итоге на новый транспортный переход. Последний паромный рейс состоялся 28 сентября 2020 года, после чего переправа и порт «Крым» прекратили функционирование в связи с отсутствием спроса.